# Kanton Talence
Der Kanton Talence ist seit 1973 ein französischer Wahlkreis im Arrondissement Bordeaux, im Département Gironde und in der Region Nouvelle-Aquitaine; sein Hauptort ist Talence.

## Geografie
Der Kanton liegt im Mittel auf 29 Meter über dem Meeresspiegel, zwischen 9 und 31 m jeweils in Talence.

## Gemeinden
Der Kanton besteht aus zwei Gemeinden und Gemeindeteilen mit insgesamt 52.574 Einwohnern (Stand: 1. Januar 2022) auf einer Gesamtfläche von 9,51 km²:
| Gemeinde       | Einwohner 1. Januar 2022 | Fläche km² | Dichte Einw./km² | Code INSEE | Postleitzahl |
| -------------- | ------------------------ | ---------- | ---------------- | ---------- | ------------ |
| Bègles         | 6.705                    | 1,16       | 5.780            | 33039      | 33130        |
| Talence        | 45.869                   | 8,35       | 5.493            | 33522      | 33400        |
| Kanton Talence | 52.574                   | 9,51       | 5.528            | 3331       | –            |

1. ↑   Nur der nordwestliche Teil der Gemeinde, der Rest gehört zum Kanton Villenave-d’Ornon.

Bis zur landesweiten Neuordnung der französischen Kantone im März 2015 gehörte zum Kanton Talence nur die Gemeinde Talence. Sein Zuschnitt entsprach einer Fläche von 8,35 km². Er besaß vor 2015 den INSEE-Code 3356.

## Bevölkerungsentwicklung
| 1962   | 1968   | 1975   | 1982   | 1990   | 1999   |
| ------ | ------ | ------ | ------ | ------ | ------ |
| 25.874 | 29.161 | 34.127 | 34.692 | 34.485 | 37.210 |